# أمارافاتي
أمارافاتي (بالإنجليزية: Amaravati)‏ هي عاصمة وبحكم الأمر الواقع مقر حكومة ولاية أندرا برديش.تقع المدينة على نهر كريشنا.